# Villa Hennebique
La villa Hennebique, tour Hennebique o maison Hennebique, es un edificio situado en 1 Avenida du Lycée-Lakanal y 22 Avenida Victor-Hugo, en Bourg-la-Reine, Altos del Sena, Francia.

## Historia
Fue construido entre 1901 y 1903 por el arquitecto y contratista François Hennebique para su propio uso. Era una demostración del uso del concreto armado en una vivienda.
Esta vivienda familiar tiene una arquitectura única, es un escaparate de las innovaciones que son posibles con el concreto armado: terraza en voladizo, torre minarete de 40 altura que sirve como torre de agua para el riego de los invernaderos y jardines colgantes de la villa, amplios vanos sin pilares, voladizos, diferencias de niveles y proyecciones que ilustran la flexibilidad del material.

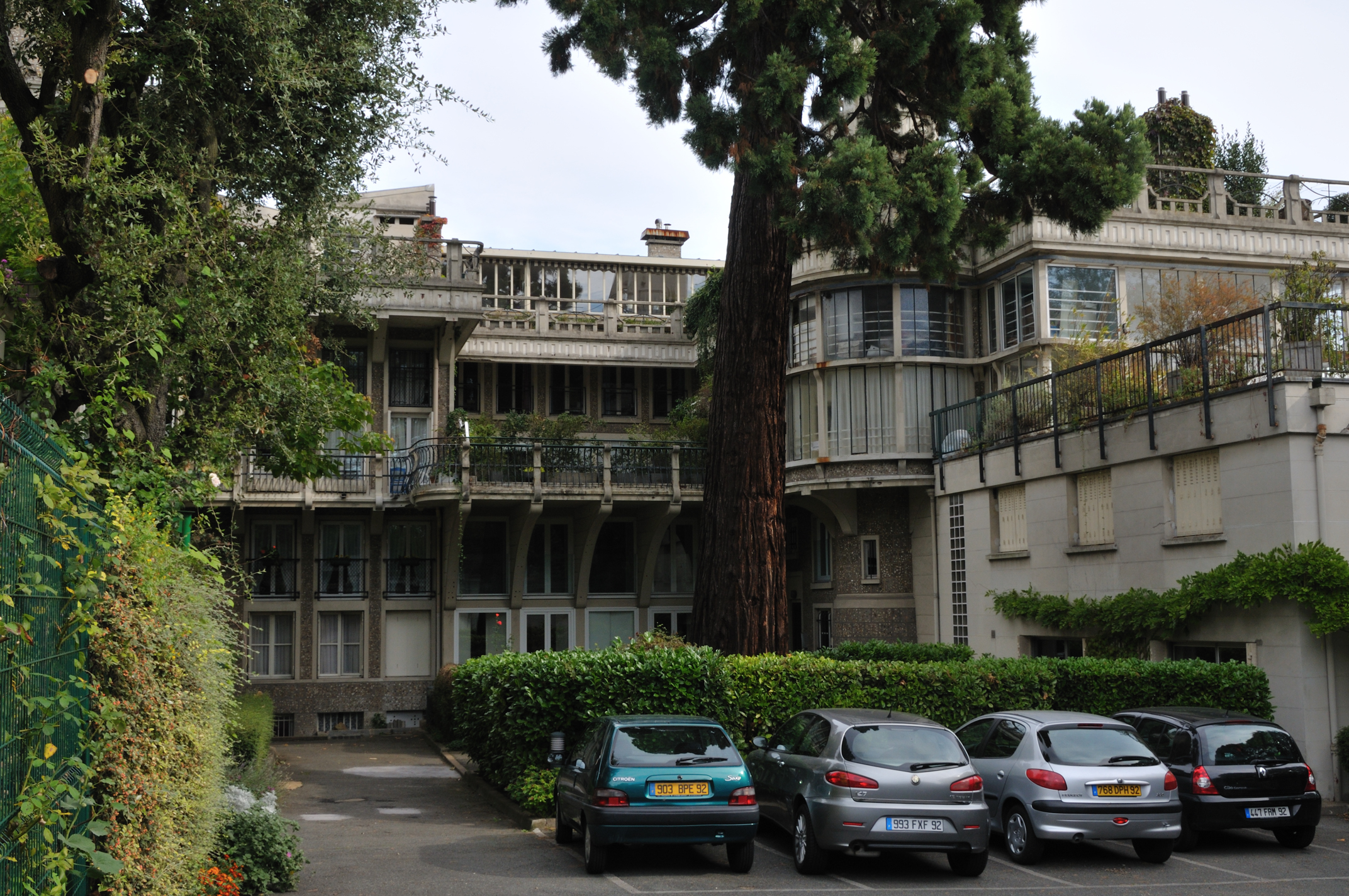
Vista trasera de la villa.

## Protección

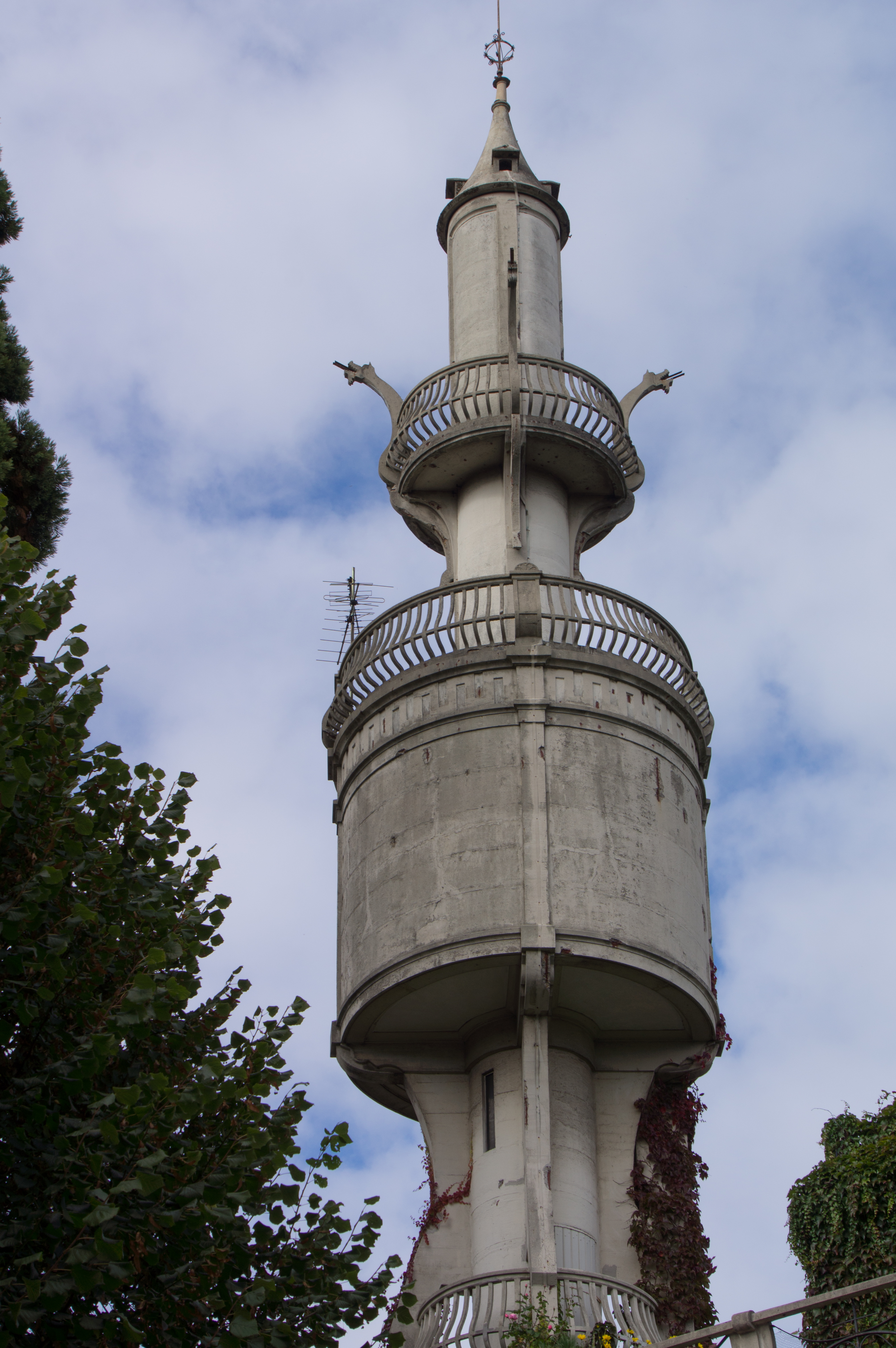
La torre de la villa.

La villa Hennebique fue inscrita al inventario de monumentos históricos en el 20 de marzo de 1972, esta inscripción fue reemplazada por una calificación de monumento histórico en el 27 de enero de 2012.